# Материя (физика)
Тази статия е за понятието, използвано във физиката и химията. 
Вижте пояснителната страница за други значения на Материя.
Материята най-общо казано е всичко, което има маса и обем. Материята може да се определи и като субстанцията, от която са съставени атомите и молекулите. Тя може да съществува в много агрегатни състояния: твърдо, течно, газообразно, плазма, Бозе-Айнщайнова кондензация, фермионов кондензат, свръхфлуид, свръхкритичен флуид, аморфно твърдо тяло, времеви кристал, кварк-глуонна плазма, изродена материя, барионова изродена материя и др. Материята е само 4% от познатата вселена, останалото е 23% тъмна материя и 73% тъмна енергия.

## Дефиниции
- Най-обща дефиниция: всичко, което има маса и обем и заема място
- Според Международно бюро за мерки и теглилки материя е количеството субстанция и е пропорционална на броя на изграждащите я частици, били те атоми, молекули, йони или други.
- Научно определение – това от което са съставени атомите и молекулите
- Дефиниция с кварки и лептони – обикновената материя е всичко, съставено от елементарни фермиони т.е. кварки и лептони.[1][2] Бозоните (с маса в покой нула) определят полетата, което не се счита за обикновена материя.

Думата вещество трябва да се разбира условно, защото различията между веществената и полева форма на материята са размити и в един момент престават да съществуват. Тъмната материя и тъмната енергия са обекти с все още неизяснена докрай физическа природа. Освен това съществуват и виртуални частици, които се разглеждат като частици само в промеждутъчните състояния на взаимодействие на реалните елементарни частици. Виртуалните частици определят и свойствата на физическия вакуум, който в съвременната физика придобива атрибут на материална среда.